# Griechenland (Film)
Griechenland, Alternativtitel Griechenland oder Der laufende Huhn, ist ein österreichischer Spielfilm aus dem Jahr 2023 von Claudia Jüptner-Jonstorff und Eva Spreitzhofer mit Thomas Stipsits, Katharina Straßer, Claudia Kottal, Mona Seefried und Erwin Steinhauer.

## Handlung
Johannes Hofbauer ist ein Hotelierssohn, der sich vergeblich bemüht, den Ansprüchen seiner Eltern und seiner Verlobten Julia Grinzinger gerecht zu werden. Es fehlt ihm an Geschäftssinn und Entschlusskraft, außerdem ist er konfliktscheu. Nachdem er das Testament seines leiblichen Vaters aus Griechenland zugesendet bekommt, erfährt er, dass er einer Urlaubsaffäre seiner Mutter entstammt, sein vermeintlicher Vater Friedrich ist nur der Ehemann seiner Mutter Christine.
Johannes reist auf eine Kykladen-Insel in die Wahlheimat seines leiblichen Vaters, wo Taxifahrer, Bürgermeister und Notar Ilias sowie Rina versuchen, an das Grundstück seines Vaters heranzukommen. Auch sein mittlerweile angereister Stiefvater zeigt Interesse an dem Grundstück. Und auch die Verlobte und die Mutter von Johannes versuchen in Griechenland Johannes wie bisher zu sagen, was er zu tun und zu lassen hat. Allerdings widersetzt sich Johannes dieses Mal deren Wünschen und beginnt, sein Leben selbst in die Hand zu nehmen.

## Produktion und Hintergrund
Die Dreharbeiten fanden an 30 Drehtagen vom 8. September 2020 bis zum 3. Juni 2022 in Wien, Niederösterreich und Griechenland statt. Der Film entstand aufgrund der COVID-19-Pandemie in zwei Abschnitten. Während Eva Spreitzhofer die Passagen in Wien inszenierte, drehte Claudia Jüptner-Jonstorff die Sequenzen in Griechenland. Die Tavernen-Szenen entstanden auf Kimolos, am Golf von Milos wurden die Szenen auf dem Boot und in den Buchten gedreht.
Produziert wurde der Film von der österreichischen e&a film (Produzenten Markus Pauser und Erich Schindlecker), den Verleih übernahm Filmladen. Unterstützt wurde die Produktion vom Österreichischen Filminstitut, von FISA Filmstandort Austria, vom Land Niederösterreich und vom Filmfonds Wien, beteiligt war der Österreichische Rundfunk.
Die Kamera führten Andreas Löv und Eva Testor, die Montage verantworteten Birgit Alava Ordoñez und Claudia Linzer. Das Kostümbild gestaltete Martina List, das Szenenbild Uta Wiegele, Sebastian Thanheiser und Florian Reichmann, den Ton Thomas Schmidt-Gentner, Claus Benischke-Lang, Moritz Fritsch, Rainer Spänle und Tobias Fleig und das Maskenbild Uschi Filipp und Karin Ruthardt.
Gemeinsam mit Gert Steinbäcker singen Stipsits und Straßer im Film das Lied Irgendwann bleib i dann dort von S.T.S.

## Veröffentlichung
Der österreichische Kinostart der Filmkomödie war am 23. Februar 2023. In Deutschland kam der Film am 6. Juli 2023 in die Kinos.
Im ORF wurde der Film am 28. Februar 2024 erstmals ausgestrahlt. Die deutsche Erstausstrahlung war am 13. Juli 2024 im BR Fernsehen.

## Rezeption

### Kritiken
Julia Schafferhofer bezeichnete den Film in der Kleinen Zeitung als „kitschigen Selbstfindungstrip“. Die heimische Komödienelite umschiffe gut aufgelegt die seichten Gags und den seichten Plot. Vieles an der Figurenzeichnung komme klischeehaft, aufgewärmt und fernsehstofftauglich daher. Als Gute-Laune-Tanker und Hommage an ein Land funktioniere der Wohlfühlfilm mitsamt Tourismuswerbung aber wunderbar.
Für Programmkino.de befindet Filmjournalist Dieter Oßwald: „Dass die Figuren allesamt aus der Klischee-Kiste kommen, ist bei einer Comedy kaum hinderlich. Was zählt, sind situationskomische Verwicklungen und Missverständnisse. Und damit kann diese mit Ösi-Stars besetzte Comedy durchaus punkten: von absurden Beerdigungen über streunende Katzen bis hin zu sexsüchtigen Hippies im Seniorenalter.“
Oliver Armknecht bewertete den Film auf film-rezensionen.de mit fünf von zehn Punkten, die Komödie sei nicht wirklich bemerkenswert. Da gebe es schöne Bilder und einen harmlosen Humor, aber nur wenig, an das man sich erinnern müsste.
Axel Timo Purr schrieb auf artechock.de, dass der Film vor allem durch Thomas Stipsits’ komödiantisches Talent überzeuge, doch zu oft fehle es an Biss und Bösartigkeit. Mit den momentan üblichen Culture-Clash-Motiven würde eine Menge Klamauk getrieben und Johannes sei ein fast schon unheimlicher Wiedergänger von Basil aus Alexis Sorbas.

### Besucherzahlen und Einschaltquote
Am ersten Wochenende nach dem Kinostart sahen den Film 50.263 Kinobesucher. Damit verzeichnete der Film hinsichtlich Besucherzahlen den besten Kinostart eines österreichischen Films seit Wilde Maus (2017) von Josef Hader.
Mit insgesamt 283.783 Kinobesuchern war es die erfolgreichste österreichische Produktion des Kinojahres 2023 in Österreich, unter allen Kinostarts in Österreich belegte der Film Platz 6. Der Film zählt damit zu den meistgesehenen österreichischen Filmen in österreichischen Kinos seit 1981.
Die ORF-Erstausstrahlung im Februar 2024 verfolgten durchschnittlich 1,2 Millionen Zuseher, der Marktanteil betrug 43 Prozent. Es handelte sich damit um den meistgesehenen 90-minütigen Spielfilm im ORF seit Maria Theresia (2017).

## Auszeichnungen und Nominierungen
Austrian Ticket
- Auszeichnung für mehr als 75.000 Besucher[23]

Österreichischer Filmpreis 2023
- Auszeichnung als publikumsstärkster Kinofilm (Produktion: Markus Pauser, Erich Schindlecker; Regie: Claudia Jüptner-Jonstorff, Eva Spreitzhofer; Verleih: Michael Stejskal / Filmladen)

Romyverleihung 2023
- Auszeichnung in der Kategorie Beste Produktion (Markus Pauser und Erich Schindlecker, e&a film)[24][25]